# Unione Sportiva Milanese 1918-1919
Questa pagina raccoglie i dati riguardanti l'Unione Sportiva Milanese nelle competizioni ufficiali della stagione 1918-1919.

## La stagione
L'U.S.M. per completare la rosa ha ottenuto in prestito i seguenti giocatori:
- Guido Ara dalla Pro Vercelli;
- Angelo Badini dal Bologna F.B.C.;
- Angelo Binaschi dalla Pro Vercelli;
- Giulio Crocco dal Genoa;
- Piero Martinella dal ???;
- Renzo Monti dalla Juventus;
- Eugenio Mosso dal Torino;
- Giovanni Musso dal ???;
- Giuseppe Parodi dal Casale;
- Angelo Pellacani dal Milan;
- Alessandro Rampini dalla Pro Vercelli;
- Angelo Ugazio da una squadra novarese.

Tornei disputati:
- Coppa Giuriati: vincitore.
- Targa Burba:[1] la organizza ma la disputa sotto le mentite spoglie dell'A.C. Stelvio.
- Coppa Biffi: vincitore.
- Coppa Mauro di Prima Categoria: 3º classificato.
- Campionato riserve: 6º classificato.

## Rosa
| N. |                   | Ruolo | Calciatore              |
| -- | ----------------- | ----- | ----------------------- |
|    | Italia (bandiera) | C     | Guido Ara               |
|    | Italia (bandiera) | A     | Angelo Badini (I)       |
|    | Italia (bandiera) | A     | Mario Bellandi (IV)     |
|    | Italia (bandiera) | D     | Angelo Binaschi         |
|    | Italia (bandiera) | A     | Ugo Bosi                |
|    | Italia (bandiera) | C     | Alfredo Bruciamonti (I) |
|    | Italia (bandiera) | A     | Giuseppe Clivio         |
|    | Italia (bandiera) | C     | Innocente Colombo       |
|    | Italia (bandiera) | A     | Giulio Crocco (II)      |
|    | Italia (bandiera) | A     | Osvaldo Dagradi         |
|    | Italia (bandiera) | P     | Mario De Simoni (I)     |
|    | Italia (bandiera) | D     | Angelo Ferrari (I)      |
|    | Italia (bandiera) | A     | Ferrero                 |
|    | Italia (bandiera) | C     | Emilio Ghioldi          |
|    | Italia (bandiera) | A     | Piero Martinella        |

| N. |                   | Ruolo | Calciatore              |
| -- | ----------------- | ----- | ----------------------- |
|    | Italia (bandiera) | D     | Antonio Mai             |
|    | Italia (bandiera) | A     | Merardi                 |
|    | Italia (bandiera) | C     | Renzo Monti             |
|    | Italia (bandiera) | A     | Eugenio Mosso (III)     |
|    | Italia (bandiera) | D     | Giovanni Musso          |
|    | Italia (bandiera) | C     | Giuseppe Parodi         |
|    | Italia (bandiera) | A     | Paride Pasqualetto      |
|    | Italia (bandiera) | P     | Angelo Pellacani        |
|    | Italia (bandiera) | D     | Amilcare Pizzi (I)      |
|    | Italia (bandiera) | A     | Alessandro Rampini (II) |
|    | Italia (bandiera) | A     | Redaelli                |
|    | Italia (bandiera) | A     | Arturo Robecchi         |
|    | Italia (bandiera) | A     | Italo Rossi             |
|    | Italia (bandiera) | A     | Angelo Ugazio           |
|    | Italia (bandiera) | A     | Villa                   |